# Ludovicus Nonnius
Ludovicus Nonnius (ur. 1553 r. w Antwerpii, zm. 1645 r.) – renesansowy niderlandzki lekarz, przyrodnik, pisarz, poeta, numizmatyk.

## Życiorys
Wywodził się z rodziny portugalskich Żydów (Marrani), którzy zostali kilkadziesiąt lat wcześniej wypędzeni z Półwyspu Iberyjskiego, ale dostali zgodę cesarza Karola V na osiedlenie się w Niderlandach. Jego ojcem był urodzony w hiszpańskiej Frarinali Alvarez Nuñes, przejściowo profesor medycyny na uniwersytecie w Louvain. To on zlatynizował swoje nazwisko na Nonnius i osiadł ostatecznie w Antwerpii, gdzie praktykował medycynę przez 30 lat. Pomimo żydowskiego pochodzenia był katolickim konwertytą. Społeczność Marranich przyniosła do Niderlandów nową wiedzę medyczną bazującą na arabsko-muzułmańskich źródłach oraz tradycji greckiej, ale w ciągu następnych lat część z nich wyemigrowała do niepodległej części Niderlandów, by uniknąć prześladowań religijnych. Wśród lekarzy, którzy osiedli w Niderlandach, byli m.in. Amatus Lusitanus, Emmanuel Gomez, Lopez Garcia i Antonio Spinoza.
Urodził się w Antwerpii w 1553 r., a dyplom lekarski uzyskał ok. 1577 r. w Louvain, jednak osiadł w rodzinnym mieście, gdzie zbudował popularną praktykę. W 1620 r. był jednym ze współzałożycieli pierwszego towarzystwa lekarskiego w południowych Niderlandach – Collegium Medicum Antverpiense. Jako pierwszy systematycznie badał żywność, opierając się na danych empirycznych. Zachowały się jego liczne pisma, dzięki którym można go uznawać za twórcę dietetyki medycznej. Praca zatytułowana Ichtyophagia sive de esu Piscium Commentanius (1676 r.) opisuje w porządku alfabetycznym zalety pokarmowe około 37 różnych rodzajów ryb, wraz z glosariuszem ich nazw w czterech językach.
Głównym dziełem Nonniusa jest Diaeteticon sive de re cibaria libri IV (1627 r.), dotyczące podstawowych zasad zdrowego żywienia oraz wartości odżywczych. Książka opracowana na podstawie licznych źródeł z dużym udziałem greckich i rzymskich, opisuje naturę, strawność i inne zalety kilkuset różnych produktów spożywczych, od chleba, przez zboża, rośliny strączkowe, mięso, ryby, drób i owoce po napoje, podkreślając wartość odżywczą ryb, zalety świeżego pieczywa i owoców oraz przestrzegając przed nadużywaniem soli i przypraw oraz mieszaniem różnych win. Dzieła Nonniusa cieszyły się rozgłosem.
Wśród jego pacjentów był m.in. Rubens, który korzystał z jego porad dietetycznych oraz leczył się u niego podczas epidemii, która nawiedziła Antwerpię w latach 1625–1626. Źródła wskazują, że łączyła ich przyjaźń, a Rubens był m.in. autorem frontyspisów do dwóch książek Nonniusa i jego portretu. 
Nonnius był także autorem łacińskiej książki poświęconej Hiszpanii (Hispania sive Populorum Urbium, Insularum et Fluminum in ea accuratior descriptio) z 1607 r. oraz dwóch książek poświęconych greckim i rzymskim monetom.
Zamieszkiwał w zachowanym domu o nazwie Schild van Spanje przy Lange Gasthuisstraat.
Zmarł w 1645 r.